# Jasper Stuyven
Jasper Stuyven (Lovanio, 17 aprile 1992) è un ciclista su strada belga che corre per il team Lidl-Trek. Professionista dal 2014, è uno specialista delle classiche del pavé, nonché passista-veloce; in carriera ha conquistato la Milano-Sanremo 2021.

## Carriera

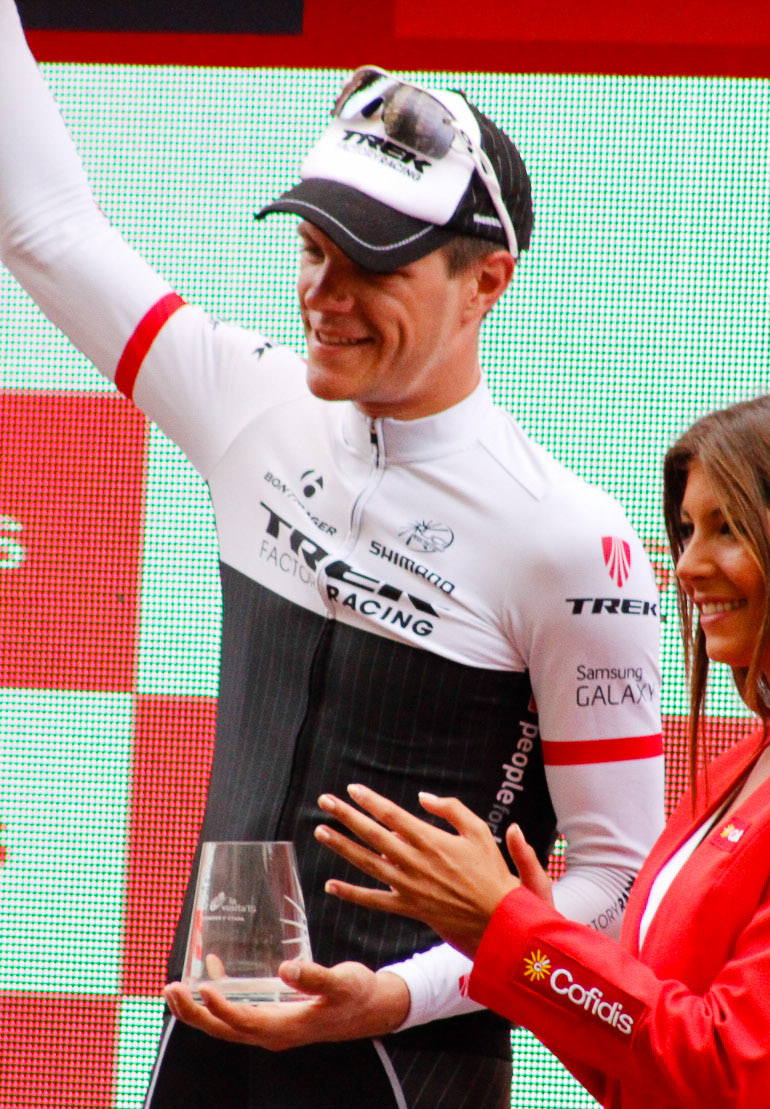
Jasper Stuyven dopo la vittoria dell'ottava tappa alla Vuelta a España 2015.

Nella categoria Junior si aggiudica la maglia iridata in linea ai campionati del mondo 2009 e la medaglia di bronzo nell'edizione del 2010, anno in cui vince anche la Parigi-Roubaix di categoria. Nel 2011, passato tra gli Under-23, giunge secondo alla Parigi-Roubaix Under-23, mentre nel 2013 si classifica terzo alla Liegi-Bastogne-Liegi Under-23 e al Grote Prijs Jef Scherens, vincendo inoltre una frazione e la classifica finale alla Volta ao Alentejo e una tappa al Tour de Beauce in Canada.
Nel 2014 passa professionista firmando per la Trek Factory Racing, formazione World Tour: in stagione riesce a correre per la prima volta un grande Giro, la Vuelta a España, cogliendo anche tre quarti posti parziali. L'anno dopo, sempre in maglia Trek, vince la sua prima corsa primeggiando in una volata di una sessantina di corridori nella tappa di Murcia alla Vuelta a España. Nel 2016 coglie un altro importante successo andando a conquistare la Kuurne-Bruxelles-Kuurne, una delle semi-classiche che precedono il Giro delle Fiandre, riuscendo ad anticipare il gruppo con un'azione in solitaria.
Nel 2017 alla Parigi-Roubaix arriva con il gruppo di cinque corridori che disputano la volata per la vittoria, piazzandosi quarto. Successivamente esordisce al Giro d'Italia; si piazza terzo sul traguardo di Tortolì, al termine della seconda tappa, in una volata di gruppo. Entra nella fuga di giornata alla sesta tappa, piazzandosi secondo alle spalle di Silvan Dillier sullo strappo di Terme Luigiane, ed è poi quinto ad Alberobello e terzo a Tortona. Conclude la corsa al secondo posto della classifica a punti. Nel prosieguo di stagione fa sua una frazione al BinckBank Tour.
Nei primi mesi del 2018 è settimo al Giro delle Fiandre e quinto alla Parigi-Roubaix, oltre che terzo nel campionato belga in linea; nella seconda parte di stagione vince quindi una tappa al BinckBank Tour e due semiclassiche belghe, il Grand Prix de Wallonie e il Grote Prijs Jef Scherens, piazzandosi inoltre secondo alla Brussels Cycling Classic e terzo al Grand Prix Cycliste de Québec. L'anno dopo ottiene diversi piazzamenti Top 10 al Tour de France e si aggiudica la classifica finale del Deutschland Tour, unico successo stagionale.
A inizio 2020 vince la Omloop Het Nieuwsblad, gara del calendario World Tour. Nel marzo 2021 vince la Milano-Sanremo, prima classica monumento di stagione, battendo allo sprint Caleb Ewan e Wout Van Aert, dopo un'azione da finisseur iniziata alla fine della discesa del Poggio assieme a Søren Kragh Andersen.

## Palmarès

### Strada
- 2009 (Juniores)

Campionati del mondo, In linea Juniores
- 2010 (Juniores)

Paris - Roubaix Juniors
3ª tappa Driedaagse van Axel (Hulst > Axel)
4ª tappa 3 Giorni Orobica (Costa di Mezzate > Fara Gera d'Adda)
Remouchamps-Ferrières-Remouchamps
- 2012 (Bontrager-Livestrong Team, una vittoria)

3ª tappa Cascade Cycling Classic
- 2013 (Bontrager Cycling Team, tre vittorie)

2ª tappa Volta ao Alentejo (Sousel > Portel)
Classifica generale Volta ao Alentejo
1ª tappa Tour de Beauce (Lac-Etchemin > Lac-Etchemin)
- 2015 (Trek Factory Racing, una vittoria)

8ª tappa Vuelta a España (Puebla de Don Fadrique > Murcia)
- 2016 (Trek-Segafredo, una vittoria)

Kuurne-Bruxelles-Kuurne
- 2017 (Trek-Segafredo, una vittoria)

7ª tappa BinckBank Tour (Essen > Geraardsbergen)
- 2018 (Trek-Segafredo, tre vittorie)

4ª tappa BinckBank Tour (Blankenberge > Ardooie)
Grand Prix de Wallonie
Grote Prijs Jef Scherens
- 2019 (Trek-Segafredo, una vittoria)

Classifica generale Deutschland Tour
- 2020 (Trek-Segafredo, una vittoria)

Omloop Het Nieuwsblad
- 2021 (Trek-Segafredo, una vittoria)

Milano-Sanremo

#### Altri successi
- 2010 (Juniores)

Classifica a punti Driedaagse van Axel
- 2013 (Bontrager Cycling Team)

Classifica a punti Volta ao Alentejo
Classifica giovani Volta ao Alentejo
- 2017 (Trek-Segafredo)

2ª tappa Hammer Sportzone Limburg (Geraardsbergen, cronosquadre)

### Gravel
Campionati europei, Prova elite

## Piazzamenti

### Grandi Giri
- Giro d'Italia

2017: 98º
2024: 92º
- Tour de France

2016: 99º
2018: 63º
2019: 43º
2020: 71º
2021: 39º
2022: 80º
2023: 79º
2024: 61º
2025: 62º
- Vuelta a España

2014: 88º
2015: non partito (9ª tappa)

### Classiche monumento
- Milano-Sanremo

2017: 39º
2018: 10º
2019: 79º
2021: vincitore
2023: 10º
2024: 8º
2025: 23º
- Giro delle Fiandre

2014: 61º
2015: 32º
2016: 118º
2017: 51º
2018: 7º
2019: 19º
2020: 26º
2021: 4º
2022: 50º
2023: 26º
2025: 5º
- Parigi-Roubaix

2014: 55º
2015: 49º
2016: 39º
2017: 4º
2018: 5º
2019: 27º
2021: 25º
2022: 7º
2023: 20º
2025: 95º
- Giro di Lombardia

2016: ritirato

### Competizioni mondiali
- Campionati del mondo

Mosca 2009 - In linea Juniores: vincitore
Offida 2010 - In linea Juniores: 3º
Valkenburg 2012 - In linea Under-23: 51º
Toscana 2013 - In linea Under-23: 25º
Ponferrada 2014 - Cronosquadre: 7º
Doha 2016 - In linea Elite: 24º
Bergen 2017 - In linea Elite: 89º
Imola 2020 - In linea Elite: ritirato
Fiandre 2021 - In linea Elite: 4º
Wollongong 2022 - In linea Elite: 47°
Glasgow 2023 - In linea Elite: 6°
- Giochi olimpici

Parigi 2024 - In linea: 21º

### Competizioni europee
- Campionati europei su strada

Ankara 2010 - In linea Juniores: 47º
Offida 2011 - In linea Under-23: ritirato
Glasgow 2018 - In linea Elite: 12º
Plouay 2020 - In linea Elite: 5º
Drenthe 2023 - In linea Elite: 12º
- Campionati europei di gravel

Oud-Heverlee 2023 - Elite: vincitore